# Maximilian Stötz
 (janvier 2016).
Si vous disposez d'ouvrages ou d'articles de référence ou si vous connaissez des sites web de qualité traitant du thème abordé ici, merci de compléter l'article en donnant les références utiles à sa vérifiabilité et en les liant à la section « Notes et références ».
Pour les articles homonymes, voir Stotz.
Maximilian Stötz, ou Max Stötz (né le 13 février 1912 et disparu le 19 août 1943) est un pilote de chasse autrichien qui vola au sein de la Luftwaffe allemande durant la Seconde Guerre mondiale. C'est un des grands as du conflit avec 189 victoires aériennes au moment de sa disparition.

## Biographie
Max Stötz entre en 1933 dans l'armée fédérale autrichienne. En 1935, il intègre la force aérienne de son pays. À partir du 14 mars 1938, il est incorporé au sein de la Luftwaffe allemande à la 1./JG 76 avec le grade d''Unteroffizier.
Il participe aux campagnes du Blitzkrieg en commençant par la Pologne en septembre 1939. Il obtient ainsi son premier succès dès le 7 novembre 1939 et en ajoute 7 durant la bataille de France. En juillet, la 1./JG 76 devient 4./JG 54. À la fin de la Bataille d'Angleterre fin 1940, l'Oberfeldwebel Stötz est crédité de 16 victoires aériennes.
Après un bref séjour dans les Balkans en avril 1941, la JG 54 est transférée fin juin dans le secteur nord du front russe pour l'opération Barberousse. Les scores montent dès lors de façon conséquente face à un ennemi dépourvu d'avions modernes. Le 19 juin 1942, l'Oberfeldwebel Stötz reçoit la croix de chevalier avec un score de 53 victoires. Le 30 octobre, il reçoit les feuilles de chêne pour sa 100e victoire. C'est le 4e pilote de la JG 54 à atteindre ce score. Bénéficiant d'une pause d'un mois, il revient au front avec le grade de Leutnant. 
C'est alors que l'hiver commence à sévir, Stötz lui en profite pour remporter toute une série de victoires sur le nouveau chasseur allemand FW 190, 29 rien qu'en décembre, dont dix pour la seule journée du 30 dans la localité d'Ilmensee. Le 26 janvier 1943, Stötz a déjà 150 adversaires à son crédit grâce notamment à plusieurs succès multiples (sept le 14 janvier, six le 26 janvier). En tout, une soixantaine d'appareils soviétiques tombent sous ses coups au cours de l'hiver, qu'il termine avec le grade d'Oberleutnant.
Il est de retour au front fin mai en tant Staffelkapitän de la 5./JG 54 mais ce ne sera que pour un temps limité. Le 19 août 1943, Max Stötz est abattu en combat aérien près de Vitebsk. Il parvient à sauter en parachute et à atterrir apparemment en sécurité derrière les lignes ennemies, mais plus personne ne le reverra ensuite. C'est un coup dur pour le II./JG 54 qui perd en six mois son quatrième grand as après Hans Hahn (106 victoires) capturé en février, Hans Beißwenger (158) et Heinrich Jung (68) tués respectivement en mars et juillet. 
Max Stötz disparaît à 31 ans. En plus de 700 missions de combat, il a remporté 189 victoires aériennes, dont 16 obtenues sur le front occidental et 173 contre les forces soviétiques.